# William C. Campbell
William Cecil Campbell (Ramelton, 1930. június 28. –) ír-amerikai biológus, parazitológus. 2015-ben a japán Ómura Szatosival és a kínai Tu Ju-juval megosztva elnyerte az orvostudományi Nobel-díjat az ivermektin fonálféreg-ellenes gyógyszerhatóanyag kifejlesztéséért.

## Tanulmányai
William C. Campbell 1930. június 28-án született az Írország legészakibb, Donegal megyéjében fekvő Ramelton kisvárosban Robert és Sarah Campbell gyermekeként (ténylegesen a legközelebbi nagyváros, az Egyesült Királysághoz tartozó Londonderry kórházában született meg, de ír állampolgárként anyakönyvezték és Rameltonban nőtt fel). Apja mezőgazdasági eszközökkel kereskedett; William négy gyerekük közül a harmadik volt. A négy gyerekhez magántanárt fogadtak, aki 13 éves korukig oktatta őket, utána a belfasti Campbell College bentlakásos fiúiskolába küldték őket. A kiváló hírű iskolát (Ulster Etonjaként is emlegették) ekkor a második világháború miatt Portrushba költöztették és főleg nyugdíjból visszahívott tanárokat alkalmaztak.
Campbell főleg a biológia és a kémia iránt érdeklődött és egy mezőgazdasági kiállításon itt találkozott először a parazita férgekkel (a májmétellyel) és az ellenük használt gyógyszerekkel. A középiskola után 1948-tól a Dublini Egyetem Trinity College-ében tanult biológiát. Érdeklődése főleg a zoológia, azon belül Desmond Smyth irányításával a parazita gerinctelenek felé vonzotta. Az alapképzés 1952-es elvégzése után Smyth támogatásával sikeresen pályázott Fulbright-ösztöndíjra és az Egyesült Államokban, a Wisconsin–Madison Egyetemen folytatta tanulmányait. Miután 1957-ben megszerezte PhD-ját (disszertációjának témája a Fascioloides magna óriás laposféreg volt) elfogadta a Merck gyógyszergyár állásajánlatát és 33 éven át a vállalat parazitológusaként dolgozott.

## Munkássága
Ez alatt a három évtized alatt a parazitológiai részleg részt vett a thiabendazol, carbendazol, rafoxanid, clorsulon, ivermektin és eprinomektin féreghajtó hatóanyagok kifejlesztésében. Campbellt is elsődlegesen ezekhez kötötte munkája, de emellett néhány évig rábízták a Merck baromfi-kokcidiózis, majd az amőbiázis és tripanoszomiázis-programok adminisztratív vezetését, bár ezeknél a kutatómunkához egyáltalán nem szólt hozzá. 1962-ben megkapta az amerikai állampolgárságot. 1963-ban a Cambridge-i Egyetemre, 1966-ban Közép- és Dél-Amerikába látogatott a cég megbízásából, 1972-73-ban pedig ő vezette a Merck ausztráliai, Campbelltowni állatgyógyászati kutatólaboratóriumát. 1976-ban kinevezték a parazitológiai részleg élére, 1984-től pedig ő volt a cég kutatás-fejlesztési igazgatója. A gyógyszerfejlesztés mellett írt egy könyvet a Trichinella fonálféregről és kifejlesztette a férgek lefagyasztásának módszerét, amivel akár 10 évig is életben lehetett tartani őket a költséges élő állaton történő passzázs nélkül.
Campbell 1975-ben kezdett el dolgozni a Streptomyces avermitilis talajlakó baktériumokkal, amelyekben a japán Ómura Szatosi fonálféregellenes hatást fedezett fel. Miután a baktériumkultúra az első kísérletekben elpusztította a Heligmosomoides polygyrus patogén fonálférget a kísérleti egérben, munkatársaival együtt megkezdte a hatóanyag izolálását. Felfedezték az avermektineknek nevezett vegyületcsoportot, amelyek közül némi kémiai módosítással az ivermektin bizonyult a leghatékonyabbnak. Az ivermektin bizonyos fonálférgek lárváit pusztította el nagy hatásfokkal; ezek közé tartozik a folyami vakságot okozó Onchocerca volvulus vagy az elefantiázis kórokozói, a Wuchereria bancrofti és Brugia malayi. Mindkét betegség igen súlyos tüneteket okoz és elsősorban a trópusi vidékeken szedik áldozataikat. A gyógyszerek elterjedése után (1987-től Campbell kezdeményezésére ingyen elérhetővé tették a fejlődő országokban) a betegségek előfordulásai drasztikusan visszaestek. A hatóanyag jól alkalmazhatónak bizonyult lovak, juhok, szarvasmarhák parazitafertőzései esetében, valamint a kutyák és macskák szívférgessége ellen.
Campbell 1990-ben visszavonult az aktív kutatómunkától és New Jersey államban, a madisoni Drew Egyetemen kapott professzori katedrát.
2015-ben William Campbell és Ómura Szatosi orvostudományi Nobel-díjban részesült a fonálférgek elleni új gyógyszeres kezelés kifejlesztéséért (ketten a díj felét kapták, a másik fele a kínai Tu Ju-jué lett a malária elleni új gyógyszerért) 

## Elismerései
- 1987 az Amerikai Parazitológusok Társaságának elnöke
- 2008 az Amerikai Parazitológusok Társaságának kiváló teljesítményt jutalmazó díja
- 2015 Fiziológiai és orvostudományi Nobel-díj

Campbellt 2002-ben az amerikai Nemzeti Tudományos Akadémia tagjává választották.

## Családja
William C. Campbellnek és feleségének, Mary Mastin Campbellnek három gyereke született: Jenifer, Peter és Betsy. Campbell járatos a művészetekben, verseket ír és fest.